# Tema de los bucelarios
El tema de los bucelarios (en griego moderno: Βουκελλάριον θέμα, Boukellarion thema, o θέμα Βουκελλάριον, Thema Boukellarion) fue un tema del Imperio bizantino situado en el norte de Asia Menor. Se creó hacia mediados del siglo VIII y abarcaba la mayor parte de Paflagonia y ciertas comarcas de Galacia y de Frigia.

## Historia
El tema lo estableció entre el 743 y el 767 el emperador Constantino V, después del aplastamiento de la revuelta de Artavasdes, conde del tema de Opsicio. El nuevo tema, así como el de los optimates, se desgajó del territorio del de Opsicio, de acuerdo con el objetivo del emperador de reducir el poder de este último. El nombre del tema deriva de los Bucellarii, las tropas selectas de caballería formadas por godos y romanos, a menudo reclutadas por magnates; al principio del siglo VII, formaban una división de elite de las fuerzas terrestres del tema de Opsicio que dependía de la autoridad de un doméstico.
El estratego de los bucelarios aparece por primera vez en las fuentes en el 767, lo que proporciona una fecha aproximada de la creación del tema. Tenía su cuartel general en Ancira, la antigua capital del tema de Opsicio, y mandaba unos ocho mil hombres aproximadamente; pertenecía a la segunda graduación de los estrategos y recibía un salario anual de treinta libras de oro.Claudiópolis es la única turma del tema que se conoce. Aunque era esencialmente un tema de caballería (kaballarikon), el de los bucelarios, como el de Paflagonia creado posteriormente, contaba igualmente con una pequeña flota, que operaba en el Ponto Euxino. El comandante de este contingente marítimo, el «catapán de los bucelarios y de los paflagonios», se conoce gracias a su sello del siglo X. Las pruebas indican sin embargo que esta flota estaba compuesta en esa época de naves comerciales y de transporte, y no de guerra.
En el momento de su creación, el tema se extendía desde la costa del mar Negro al centro de la meseta de Anatolia y hacía frontera por el oeste con el de los optimates y el de Opsicio, por el sur con el de los anatólicos, y por este con el de armeníacos. En el siglo IX, no obstante, probablemente hacia el 820, su parte nororiental se separó para formar parte del nuevo tema de Paflagonia. León VI el Sabio lo redujo aún más cuando creó a partir de ocho de sus banda del sur y sudeste los temas de Capadocia y de Carsiano. En ese siglo, comprendía dos ciudades y trece fortalezas, mientras que en el siguiente se sabe por las fuentes que incluía cinco ciudades.
El tema subsistió hasta que los selyúcidas se apoderaron de la región como consecuencia de su victoria en la batalla de Manzikert (1071). El nombre bucelarios pervivió, sin embargo, como topónimo en las fuentes bizantinas hasta el 1263.